# Szépia (képzőművészet)
Szépia (képzőművészet) A tintahal tintazacskójának váladékából készített barnásvörös festékanyag, melyet a korai fényképeknél felhasználtak. Később ez a kifejezés bármely barnás színű tintára vagy tusra alkalmazható, de számítógépes képszerkesztésben is divat a barnás árnyalás, azaz szépiaeffekt.